# Zabłotnia (Białoruś)
Zabłotnia (biał. Забалотня, Zabałotnia; ros. Заболотня, Zabołotnia) – wieś na Białorusi, w obwodzie grodzieńskim, w rejonie lidzkim, w sielsowiecie Trzeciakowce.

## Historia
W dwudziestoleciu międzywojennym leżała w Polsce, w województwie nowogródzkim, w powiecie lidzkim, w gminie Dokudowo. W 1921 miejscowość liczyła 30 mieszkańców, zamieszkałych w 7 budynkach, wyłącznie Polaków wyznania rzymskokatolickiego.
Po II wojnie światowej w granicach Związku Sowieckiego. Od 1991 w niepodległej Białorusi.